# Логановский, Мечислав Антонович
Мечислав Антонович Логановский (1895, Кельцы, Келецкая губерния, Царство Польское, Российская империя — 29 июля 1938, Москва, СССР) — советский разведчик, дипломат и государственный деятель.

## Биография
Родился в польской семье адвоката. В 1914 году окончил гимназию в Ченстохове. В том же году вступил в Польскую партию социалистов (ППС) и в «Польскую организацию войскову». Вначале 1915 года был арестован и этапирован в Нижегородскую тюрьму, в которой находился до марта 1916 года. Освобождён под надзор полиции. В апреле 1916 года бежал от мобилизации в Оренбург, позднее перебрался в Москву. Чёрнорабочий, артиллерийский браковщик на заводах, работал на фабрике фирмы «Крамер».
После Февральской революции активно работал в ППС. Участник Октябрьской революции в Москве. Член Московского областного комитета ППС. В июле 1918 года заявил о выходе из партии и в том же месяце вступил в РКП(б), Компартию Польши и одновременно добровольцем в РККА. Окончил Первые московские артиллерийские курсы красных командиров. Служил в Западной стрелковой дивизии, сформированной из поляков. Участвовал в боевых действиях, был ранен.
С мая 1920 года являлся начальником и комиссаром военной разведки 15-й армии на Западном фронте. В августе 1920 года комендант и военком Белостокского округа. В январе 1921 года отозван в распоряжение Ф. Э. Дзержинского и направлен на работу в Иностранный отдел (ИНО) ВЧК. С апреля 1921 года резидент советской разведки в Варшаве. В 1923—1925 годах был резидентом в Австрии.
В ноябре 1925 года перешёл на работу в НКИД. С сентября 1927 по 1931 год был советником полномочного представительства СССР в Персии. В 1929 году занимал должность поверенного в делах СССР в Персии.
В 1934—1937 годах — заместитель народного комиссара внешней торговли СССР, затем заместитель народного комиссара пищевой промышленности СССР (апрель-май 1937).

## Арест и гибель
Арестован 16 мая 1937 года. Обвинён в участии в контрреволюционной террористической организации. Имя Логановского было включено в сталинский расстрельный список, датированный 26 июля 1938 года. Приговорён к ликвидации Сталиным и Молотовым. 29 июля 1938 года приговор формально утверждён Военной коллегией Верховного суда СССР и Логановский в тот же день расстрелян.
Реабилитирован посмертно 12 декабря 1956 года.

### Адрес
- Москва, улица Серафимовича, дом 2 (Дом правительства), квартира 391.[2]